# Architektura Stargardu

## Układ urbanistyczny Starego Miasta
Stare Miasto w Stargardzie i otaczające je planty leżą w strefie A ochrony zabytków i znajdują się pod nadzorem Wojewódzkiego Konserwatora Zabytków w Szczecinie, ze względu na dużą koncentrację zabytków. Obecnie jest wdrażany plan rewitalizacji zabudowy Starówki oraz niektórych rejonów Stargardu, który ma na celu budowanie konkurencyjności miasta w skali ponadlokalnej. Centralną częścią Starego Miasta jest Rynek Staromiejski na planie kwadratu z 5 ulicami wylotowymi. Pozostałe w większości mają zachowany historyczny kształt. Ślady o osadnictwa przedlokacyjnego możemy zauważyć w postaci ciągu historycznych ulic Johannisstrasse i Grosse Wall (dziś obydwie Bolesława Chrobrego) oraz bardziej regularnej siatki bloków zabudowy wytyczonych po 1253 roku.

## Zabytki
Więcej informacji o zabytkach : Zabytki w Stargardzie

### Obwarowania miejskie

#### Bramy
- Świętojańska
- Portowa
- Pyrzycka
- Wałowa

#### Baszty
- Białogłówka
- Morze Czerwone
- Jeńców
- Rzeźnicka
- Tkaczy

### Architektura sakralna
- Kolegiata pw. NMP Królowej Świata
- Kościół św. Jana
- Kościół św. Ducha
- Kościół św. Krzyża
- Cerkiew prawosławna św. Piotra i Pawła

### Zabudowa publiczna
- Ratusz
- Arsenał
- Odwach
- Spichlerz
- Urząd Miejski (ul. Czarnieckiego)
- Sąd przy ul Wojska Polskiego
- Dworzec kolejowy normalnotorowy

### Budynki szkół
- Gimnazjum nr 1
- Liceum Królowej Luizy (ob ZSZ nr 1)
- Gimnazjum Petera Gröninga (ob. I LO)
- Jobst Schulen (ob. Szkoła Podstawowa nr 3 i Gimnazjum nr 2)
- Szkoła Źeńska (ob. Stargardzka Szkoła Wyższa Stargardinum)
- Volks-Schule (ob. Szkoła Podstawowa nr 7)

### Domy
- Plebania Kolegiaty NMP (XV)
- Dom Protzena przy Kazimierza Wielkiego (ob. Muzyczna Szkoła Państwowa I i II st.)
- Dom Kletzinów (ob. Książnica Stargardzka)
- secesyjna zabudowa ulic: Piłsudskiego, Wojska Polskiego, Limanowskiego, Czarnieckiego, Śląkiej i innych.

### Cmentarze
- Cmentarz Komunalny przy ul. Spokojnej

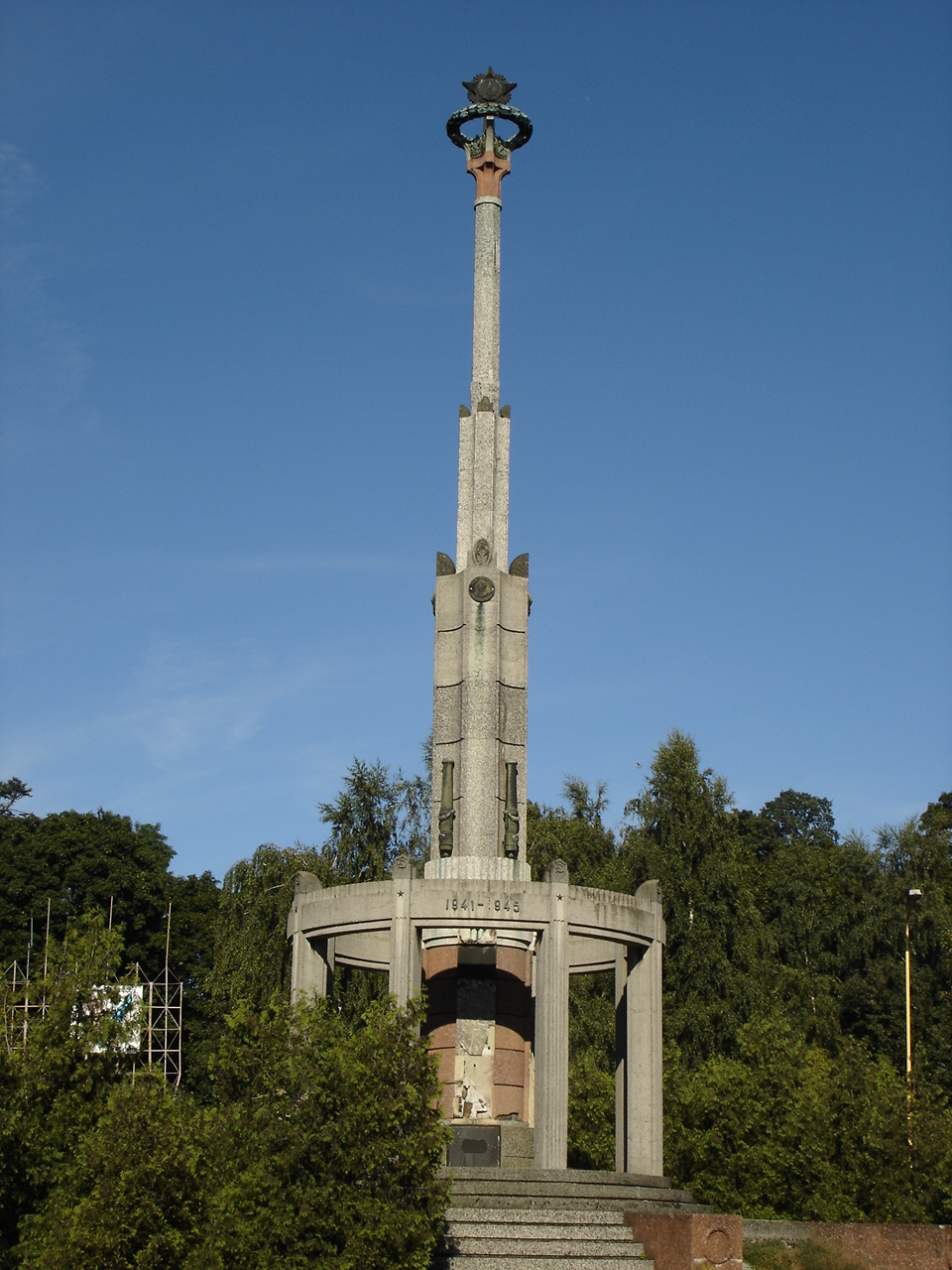
Pomnik Zwycięstwa

- Nowy Cmentarz Komunalny na Giżynku
- Cmentarz Komunalny w Kluczewie
- Cmentarz Wojskowy ul. Reymonta

### Pomniki
- Obelisk "15. Południk" (ok. 1920)
- Kolumna Zwycięstwa (1945, Pl. Wolności)
- Krieges-Denkmal (XX wiek, obecnie zachowany oryginalny postument, przy plebanii Kolegiaty NMP)
- Mauzoleum Żołnierzy Radzieckich (1945, do 1997 na Placu Wolności, obecnie na terenie Cmentarza Wojskowego)
- cztery pomniki poświęcone pamięci żołnierzy: rosyjskich, muzułmańskich, francuskich, rosyjskich wyznania mojżeszowego (1914–1919, na terenie Cmentarza Wojennego)

## Architektura współczesna
- Zabudowa mieszkalna wykonana z wielkiej płyty (głównie osiedla: Zachód, Letnie i Pyrzyckie)
- Plomby w zabudowie przedwojennej

### Kościoły
- Kościół Miłosierdzia Bożego (os. Zachód)
- Kościół Najświętszego Serca Pana Jezusa (os. Lotnisko)
- Kościół Przemienienia Pańskiego (os. Pyrzyckie)
- Kościół Chrystusa Króla Wszechświata (os. Chopina)

### Centra Handlowe
- C.H. "Milenium" i SDH przy ul. Wyszyńskiego (lata 60. XX)
- C.H. "Rondo"
- "ZODIAK" przy ul.Wyszyńskiego
- C.H. "Tęcza"
- "Galeria"

### Pomniki
- Popiersie Juliusza Słowackiego (na terenie Szkoły Podstawowej nr 1)
- Popiersie Adama Mickiewicza (na terenie I Liceum Ogólnokształcącego)
- Pomnik poświęcony pamięci ofiar I i II wojny światowej (Cmentarz Wojskowy)
- Pomnik Jana Pawła II, został odsłonięty 2 kwietnia 2006 na placu pomiędzy ulicami Czarnieckiego a św.Jana  Chrzciciela.